# Präsenzdienst
Präsenzdienst ist in Österreich der gesetzliche Oberbegriff für einige beim Bundesheer ausgeführte Dienstarten, die zum einen im Rahmen der allgemeinen Wehrpflicht, und zum anderen im Rahmen des Milizsystems verankert sind.
Der Begriff leitet sich daher ab, dass jeder männliche wehrpflichtige Österreicher ab der Stellung (Musterung und Tauglichkeitsfeststellung; Wehrpflicht rechtlich ab dem 17., faktisch ab dem 18. Lebensjahr) bis zum Ende der Wehrpflicht (rechtlich 51. Lebensjahr, faktisch bis zum 35. Lebensjahr, Reserveoffiziere, -unteroffiziere und bestimmte Spezialkräfte bis zum 65. Lebensjahr/Pensionsantrittsalter) für den Militärdienst präsent zu sein hat. Das heißt, er ist auch den Ergänzungsabteilungen seines zuständigen Militärkommandos meldepflichtig. Diese Präsenzpflicht gilt auch für Auslandsösterreicher, ist aber für die Zeit des Auslandsaufenthalts ausgesetzt, der Aufenthalt (länger als sechs Monate) selbst ist aber ebenfalls melde- und auch bewilligungspflichtig.
Der Präsenzdienst umfasst mehrere Präsenzdienstarten nach 4. Abschnitt § 19 ff Wehrgesetz 2001. Dabei bilden die ersten beiden den üblichen achtmonatigen Wehrdienst, Nr. 2–4 die Milizübungen und vorbereitende Milizausbildung.
1. Grundwehrdienst (§ 20): die heute durchwegs sechsmonatige Einschulung
2. Truppenübungen (§ 21): der Rahmen, in dem die letzten zwei Monate des Wehrdienstes abgeleistet werden. Es handelt sich um über die Jahre verteilte meist einwöchige Übungen.
3. Kaderübungen (§ 21): die Übungen der Milizoffiziere (Reserveoffiziere) und -unteroffiziere und sonstiger in das Privatleben übergewechselter Militärangehöriger
4. freiwillige Waffenübungen und Funktionsdienste (§ 22)
5. Wehrdienst als Zeitsoldat (§ 23): Zeitsoldat ist eine mehrjährige Verpflichtung zum Militärdienst.
6. Einsatzpräsenzdienst (auf Grund einer Verfügung nach § 24 Abs. 3 im Falle eines Einsatzes nach § 2 Abs. 1 lit. a–c): Der Begriff umschreibt den „Ernstfall“, also das tatsächliche Ausheben der österreichischen Milizarmee im Bedarfsfalle in einer Stärke bis 5.000 Mann für die militärische Landesverteidigung und Assistenzeinsätze (etwa im Katastrophenfall).
7. außerordentliche Übungen
8. Aufschubpräsenzdienst: Präsenzdienst im Falle eines vorläufigen Aufschubes der Entlassung (nach § 28 Abs. 2 bei außergewöhnlichen Verhältnissen, entspricht einem „Alarmierungsfall“)
9. Auslandseinsatzpräsenzdienst: Ableisten des Präsenzdienst im Auslandseinsatz des österreichischen Bundesheeres.